# アイオワ (原子力潜水艦)
|          |                                  |
| 艦歴     |                                  |
| 発注     | 2014年4月28日                    |
| 起工     | 2019年8月20日                    |
| 進水     | 2023年8月19日                    |
| 就役     | 2025年4月5日                     |
| その後   |                                  |
| 性能諸元 |                                  |
| 排水量   | 7,925トン                        |
| 全長     | 114.8 m                          |
| 全幅     | 10.4 m                           |
| 吃水     | 9.3 m                            |
| 機関     | S9G 原子炉×1基                   |
| 出力     | 40,000馬力                       |
| 最大速   | 水中:34ノット                    |
| 潜航深度 | 488 m                            |
| 乗員     | 132名                            |
| 兵装     | VLS 6連装2基 533mm魚雷発射管 4基 |
| モットー |                                  |

アイオワ（USS Iowa, SSN-797）は、アメリカ海軍の攻撃型原子力潜水艦。バージニア級原子力潜水艦の24番艦で、同級のブロックIVに属する。艦名はアイオワ州に因み、その名を持つ艦としては、アイオワ級戦艦1番艦（BB-61）に続く5隻目で、潜水艦としては初である。

## 艦歴
アイオワは2015年9月2日にアイオワ州立大学のメモリアル・ユニオンで命名され、建造はコネチカット州グロトンのジェネラル・ダイナミクス・エレクトリック・ボートで行われた。2019年8月20日に起工し、2023年8月19日に進水。2024年12月22日にアメリカ海軍に引き渡され、2025年4月5日に就役した。